# Carlo Maria Sacripante
Carlo Maria Sacripante (ur. 1 września 1689 w Rzymie, mz. 4 listopada 1758 w Narni) – włoski kardynał.

## Życiorys
Urodził się 1 września 1689 roku w Rzymie, jako syn Filippa Sacripante i Vincenzy Marii Vituzzi. W młodości został referendarzem Trybunału Obojga Sygnatur i klerykiem Kamery Apostolskiej. 30 września 1739 roku został kreowany kardynałem diakonem i otrzymał diakonię Santa Maria in Aquiro. 15 maja 1742 roku przyjął święcenia diakonatu, a na przełomie 1750 i 1751 roku – prezbiteratu. 1 lutego 1751 roku został podniesiony do rangi kardynała prezbitera i otrzymał kościół tytularny Sant’Anastasia. 12 stycznia 1756 roku został podniesiony do rangi kardynała prezbitera i otrzymał diecezję suburbikarną Frascati, a trzynaście dni później przyjął sakrę. Zmarł 4 listopada 1758 roku w Narni.